# Alopecosa madigani
Alopecosa madigani este o specie de păianjeni din genul Alopecosa, familia Lycosidae. A fost descrisă pentru prima dată de Hickman, 1944.
Este endemică în Northern Territory. Conform Catalogue of Life specia Alopecosa madigani nu are subspecii cunoscute.